# Municipio de Chervén Bryag
El municipio de Chervén Bryag (búlgaro: Община Червен бряг) es un municipio búlgaro perteneciente a la provincia de Pleven.
En 2011 tenía 27 856 habitantes, el 79,86% búlgaros y el 3,87% gitanos. Algo menos de la mitad de la población del municipio vive en la capital municipal Chervén Bryag.
Se ubica en la esquina suroccidental de la provincia.

## Localidades
| Localidad     | Cirílico    | Código postal | Estatus | Población (diciembre de 2009) |
| ------------- | ----------- | ------------- | ------- | ----------------------------- |
| Bresté        | Бресте      | 5992          | pueblo  | 440                           |
| Glavá         | Глава       | 5985          | pueblo  | 1397                          |
| Górnik        | Горник      | 5991          | pueblo  | 1250                          |
| Déventsi      | Девенци     | 5995          | pueblo  | 775                           |
| Koinare       | Койнаре     | 5986          | ciudad  | 4464                          |
| Lepitsa       | Лепица      | 5987          | pueblo  | 458                           |
| Radomirtsi    | Радомирци   | 5997          | pueblo  | 1523                          |
| Rakita        | Ракита      | 5998          | pueblo  | 938                           |
| Reselets      | Реселец     | 5993          | pueblo  | 1061                          |
| Ruptsi        | Рупци       | 5994          | pueblo  | 1237                          |
| Suhache       | Сухаче      | 5988          | pueblo  | 751                           |
| Telish        | Телиш       | 5990          | pueblo  | 1166                          |
| Chervén Bryag | Червен бряг | 5980          | ciudad  | 13 856                        |
| Chomákovtsi   | Чомаковци   | 5989          | pueblo  | 1208                          |
|               |             |               | total   | 30 524                        |